# Vuelo 006 de Singapore Airlines
El 31 de octubre de 2000, el vuelo 006 de Singapore Airlines despegó por error de una pista equivocada que estaba en obras y chocó contra equipo de construcción durante el tifón Xangsane. La tripulación intentó el despegue, pero no tuvieron éxito. De los 179 pasajeros y la tripulación, 83 personas perecieron. Este fue el primer accidente fatal de un avión de Singapore Airlines.

## Clima
En el Aeropuerto Internacional Chiang Kai-Shek (actualmente Aeropuerto Internacional de Taiwán Taoyuan) en Taiwán, el 31 de octubre de 2000 azotó el tifón Xangsane con vientos de hasta 140 kph, un tifón de clase 2 (en el Pacífico a los huracanes se les denomina tifones o ciclones). Sin embargo las operaciones en el aeropuerto no fueron alteradas a pesar del mal tiempo y la lluvia extrema. Varias aerolíneas (no sólo en Taiwán sino de toda la zona de influencia del tifón) realizaron despegues.

## Accidente

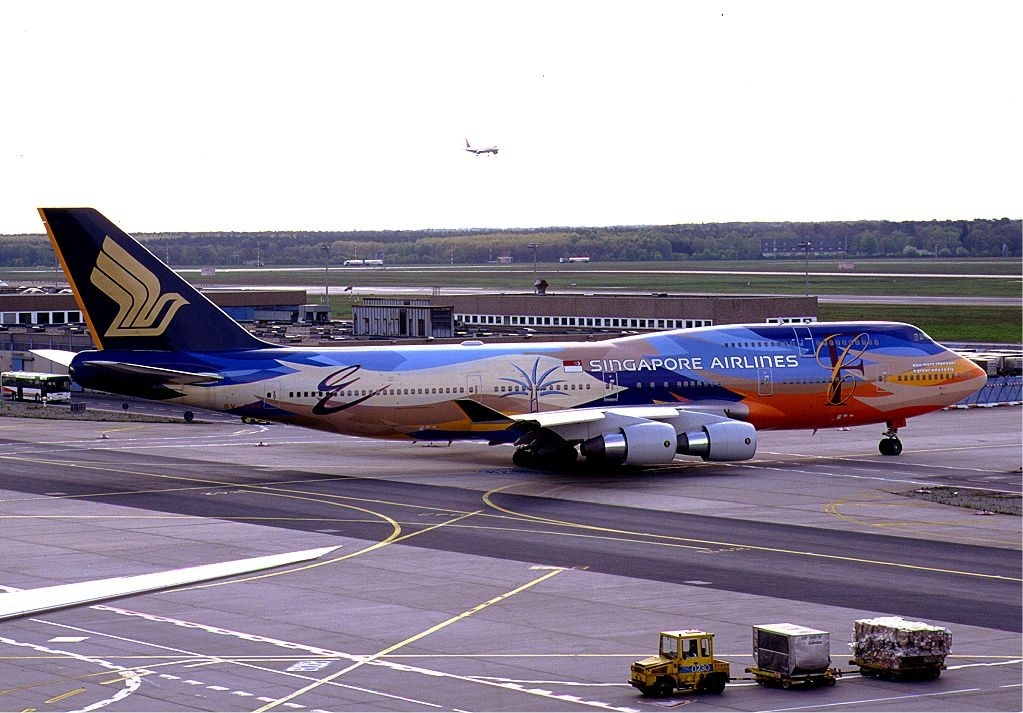
La aeronave accidentada en abril de 1999.

En vuelo 006 fue operado por un Boeing 747-400 de 3 años y 8 meses, trasladaba 159 pasajeros a bordo (además de los 17 tripulantes) que habrían de continuar el viaje con destino final al Aeropuerto Internacional de Los Ángeles, California, Estados Unidos. El avión procedía del Aeropuerto Internacional de Singapur.
En la cabina de mandos se hallaba el capitán Foong Chee Kong, junto al primer oficial Latiff Cyrano y el ingeniero de vuelo Ng Kheng Leng.
A las 23:06 hora local la torre de control autorizó al vuelo 006 abandonar la rampa de abordaje y tomar la 05L, pero debido a la casi nula visibilidad producida por los torrenciales aguaceros asociados al tifón, los pilotos cometieron un error fatal: giraron a la derecha unos 100 metros antes de lo esperado, creyendo que el aeropuerto contaba con un radar de tierra que les advertiría en caso de no estar en la pista correcta.
Así, carretearon en la pista 05R, que no se encontraba habilitada pues estaba sometida a reparaciones y en la que se hallaban estacionadas varias unidades pesadas que servían para los trabajos de repavimentación.

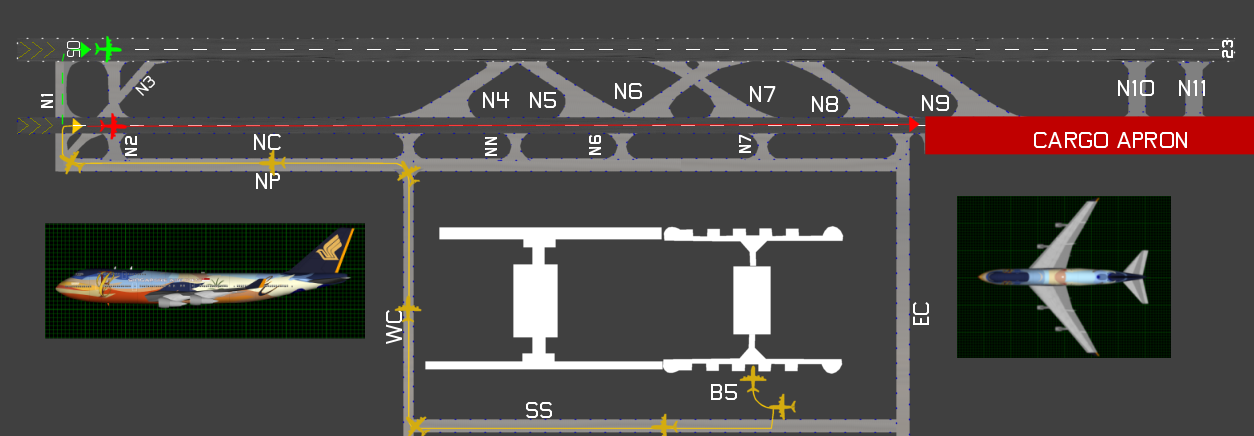
Diagrama 3D del aeropuerto internacional de Chiang Kai-shek y la ruta de taxi del vuelo 006 de Singapore Airlines. La línea verde punteada indica la ruta correcta a la pista 05L. La flecha amarilla indica el camino a la pista 05R. La ruta roja indica la ruta de despegue fatal.

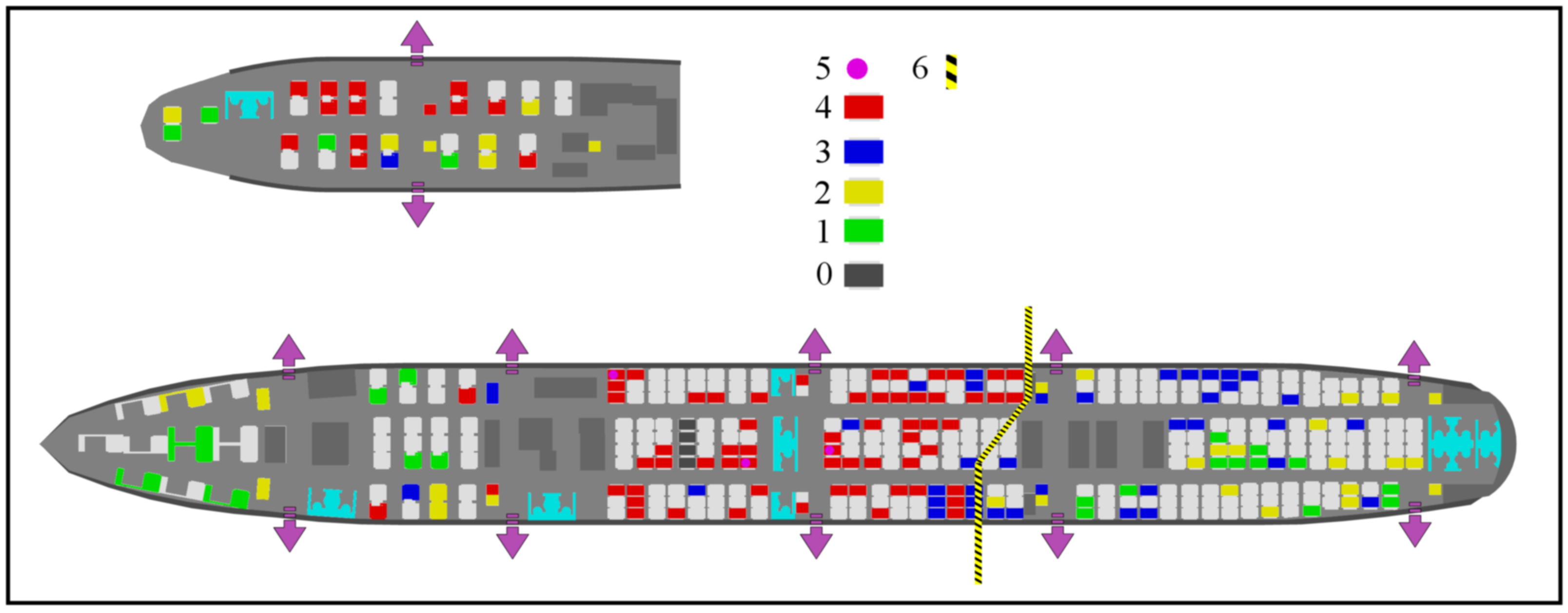
Diagrama de 9V-SPK que ilustra la ubicación de los asientos de la tripulación y el pasajero, la falta de lesiones, la gravedad de las lesiones y las muertes.

El aparato llegaba a la posición de salida equivocada y a las 23:16 hora local los pilotos empujaban los aceleradores, el 747 salía hacia adelante entre la tenaz lluvia que les ocultaba lo que hay adelante, los pilotos, concentrados como estaban en la labor de despegue jamás notaron nada hasta que sucedió lo increíble, sintieron que estaban golpeando con algo muy pesado.
El avión golpeaba todas las máquinas que estaba en esa pista una y otra y otra vez, se empezó a despedazar y estalló en llamas para asombro de los controladores de la torre que veían entre la lluvia unas bolas de fuego, de inmediato se mandaron equipos de rescate al lugar.
En el accidente solo sobreviven 96 personas entre ellas el capitán y el primer oficial, de esas personas había 25 heridas de diversa gravedad, el resto estaba ileso, 83 personas perdieron la vida.

## Nacionalidades de los ocupantes
Las nacionalidades de los 159 pasajeros y 20 miembros de la tripulación incluyeron 20 países diferentes:
| Nacionalidad   | Pasajeros | Pasajeros  | Pasajeros      | Tripulación | Tripulación | Tripulación    | Total | Total      | Total          |
| Nacionalidad   | Total     | Fallecidos | Sobrevivientes | Total       | Fallecidos  | Sobrevivientes | Total | Fallecidos | Sobrevivientes |
| -------------- | --------- | ---------- | -------------- | ----------- | ----------- | -------------- | ----- | ---------- | -------------- |
| Taiwán         | 55        | 26         | 29             | 2           | 0           | 2              | 57    | 26         | 31             |
| Estados Unidos | 47        | 24         | 23             | 0           | 0           | 0              | 47    | 24         | 23             |
| Singapur       | 11        | 8          | 3              | 17          | 4           | 13             | 28    | 12         | 16             |
| India          | 11        | 10         | 1              | 0           | 0           | 0              | 11    | 10         | 1              |
| Malasia        | 8         | 4          | 4              | 1           | 0           | 1              | 9     | 4          | 5              |
| Indonesia      | 5         | 1          | 4              | 0           | 0           | 0              | 5     | 1          | 4              |
| Reino Unido    | 4         | 2          | 2              | 0           | 0           | 0              | 4     | 2          | 2              |
| México         | 3         | 0          | 3              | 0           | 0           | 0              | 3     | 0          | 3              |
| Nueva Zelanda  | 2         | 0          | 2              | 0           | 0           | 0              | 2     | 0          | 2              |
| Tailandia      | 2         | 0          | 2              | 0           | 0           | 0              | 2     | 0          | 2              |
| Vietnam        | 2         | 1          | 1              | 0           | 0           | 0              | 2     | 1          | 1              |
| Alemania       | 1         | 0          | 1              | 0           | 0           | 0              | 1     | 0          | 1              |
| Australia      | 1         | 0          | 1              | 0           | 0           | 0              | 1     | 0          | 1              |
| Camboya        | 1         | 0          | 1              | 0           | 0           | 0              | 1     | 0          | 1              |
| Canadá         | 1         | 0          | 1              | 0           | 0           | 0              | 1     | 0          | 1              |
| España         | 1         | 0          | 1              | 0           | 0           | 0              | 1     | 0          | 1              |
| Filipinas      | 1         | 1          | 0              | 0           | 0           | 0              | 1     | 1          | 0              |
| Irlanda        | 1         | 0          | 1              | 0           | 0           | 0              | 1     | 0          | 1              |
| Japón          | 1         | 1          | 0              | 0           | 0           | 0              | 1     | 1          | 0              |
| Países Bajos   | 1         | 1          | 0              | 0           | 0           | 0              | 1     | 1          | 0              |
| Total          | 159       | 79         | 80             | 20          | 4           | 16             | 179   | 83         | 96             |

## Investigación
La investigación estuvo liderada por la Aviation Safety Council (ASC o Consejo de Seguridad Aérea) de Taiwán apoyado por la NTSB de los Estados Unidos y la misma Singapore Airlines que mandó un equipo de investigadores.
Las causas eran: error del piloto al no ver que estaban en la pista equivocada, mal tiempo, una pista cerrada que estaba inadecuadamente iluminada, la falta de un radar de tierra y señales que no estaban en donde tenían que estar.

## Dramatización
El accidente del vuelo 006 aparece en un episodio de la serie canadiense de televisión Mayday: catástrofes aéreas titulado en español «Despegue y tifón en Taiwan».